# تساوی (ورزش)
تساوی وقتی در ورزش‌های رقابتی رخ می‌دهد که نتیجه مشابه یا غیر قطعی باشد. تساوی ممکن است در برخی ولی نه همه ورزش‌ها اتفاق بیفتد.

## در فوتبال
در فوتبال اگر دو تیم در وقت معمول (۹۰ دقیقه) گل‌های برابری را به ثمر رسانده باشند، بازی معمولاً مساوی محسوب می‌شود. در بازی‌های حذفی که باید برنده‌ای برای رفتن به مرحله بعد تورنومنت تعیین شود، دو وقت اضافه برای بازی در نظر گرفته می‌شود. اگر گل‌ها بعد از وقت اضافه برابر بمانند، بازی در چهارچوب قوانین مساوی می‌ماند؛ گرچه ضربات پنالتی برای تعیین اینکه کدام تیم به مرحله صعود می‌کند، زده می‌شوند.